# 吳誾
吳誾（1486年—1531年），字朝言，號高山，直隸常州府武進縣辋川里人，明朝政治人物。

## 生平
正德五年（1510年）庚午科應天府鄉試第六名舉人。正德六年（1511年）中式辛未科會試第二百五十九名，登第三甲第一百三十名進士。七年授行人，出使周、楚二藩。十一年选授河南道試監察御史，十二年實授，奉命巡直隸鹾事，兼巡河道，还朝，上陈八事。十四年秋监順天府鄉試，十六年世宗嗣位，以附錢寧被劾罷歸。嘉靖十年卒，年四十六。

## 家族
曾祖吳班；祖父吳綸；父吳宗孝，號南溪；母曹氏。具慶下。二子：中儒、中士。